# 松本隆 風街ラヂオ
『松本隆 風街ラヂオ』（まつもとたかし かぜまちラヂオ）はTBSラジオにて2024年4月7日より日曜日23:00-23:30に生放送中の音楽番組・トーク番組である。

## 概要
作詞家・松本隆はデビューから半世紀以上（2025年でデビュー55周年）を迎え、2100曲以上もの楽曲を世に送り出してきたが、ラジオのパーソナリティーは初挑戦となる。
同番組では、「言葉」「音」「歌」「記憶」など、「本当はあるけれども見えないもの」を、言葉と音楽をキーワードにリスナーと松本がラジオを通して未来へと語り継いでいくことを目指している。また随時、松本隆の作品に影響を与えた、または松本隆と親交のあるミュージシャンや著名人を交えたゲストとの対談コーナーの回（この場合は収録になる場合が多い）も設けられている。

## トークテーマ・ゲスト一覧
1. 松本隆×日本語のロック
2. 松本隆×万葉集
3. 松本隆×ザ・ビートルズ×サウンド・オブ・サイレンス
4. 松本隆×喜望峰×カナリア諸島
5. 松本隆×鈴木茂（対談　前編）
6. （同後編）
7. 松本隆×風街便り（投書紹介）
8. 松本隆×喫茶店
9. 松本隆×曽我部恵一（対談　前編）
10. （同後編）
11. 松本隆×風街リクエスト（リスナーからのリクエスト楽曲紹介）
12. 松本隆×風街便り
13. 松本隆×雨
14. 松本隆×中川翔子（対談　前編）
15. （同後編）
16. 松本隆×夏
17. 松本隆×風街リクエスト
18. 松本隆×ムーンライダーズの鈴木慶一・博文（対談　前編）
19. （同後編）
20. 松本隆×映画音楽
21. 松本隆×風街リクエスト
22. 松本隆×THE ALFEEの坂崎幸之助（対談　前編）
23. （同後編）
24. 松本隆×1990年代
25. 松本隆×風街リクエスト
26. （同上）
27. 松本隆×筒美京平（筒美の命日が10月7日であるため、彼の作曲作品にスポットを当てた）
28. 松本隆×宮藤官九郎（対談　前編）
29. （同後編）
2024年10月27日は衆議院選挙開票速報のため休止
30. 松本隆×秋の京都
31. 松本隆×風街リクエスト
32. 松本隆×クミコ（対談　前編）
33. （同後編）
34. 松本隆×風街リクエスト
35. 松本隆×ラジオ
36. 松本隆×風街リクエスト
37. 松本隆×斉藤由貴（対談　前編）
38. （同後編）
39. 松本隆×大瀧詠一（大瀧の命日が12月30日であるため、彼の歌唱作品にスポットを当てた）
40. 松本隆×風街リクエスト
この回は上記の衆院選による休止の代替と、新春特殊編成のため、2025年1月3日（金曜日）20:30-21:00に生放送された。
41. 松本隆×齋藤孝（対談　前編）